# 甲酚紅
甲酚紅（英文全稱：o-Cresolsulfonephthalein）是一種三芳基甲烷染料，通常用來監測水族箱的酸醶值。
甲酚紅可以在多種分子化學反應中用來代替水，例如：PCR或限制酶切割。
甲酚紅亦可以在瓊脂糖凝膠電泳及聚丙烯酰胺凝膠電泳裡用作電泳過程進展的指示劑。